# Richard Wagner (Mediziner, 1893)
Richard Wagner (* 23. Oktober 1893 in Augsburg; † 19. Dezember 1970 in München) war ein deutscher Physiologe.

## Leben
Wagner studierte von 1913 bis 1919 Medizin an den Universitäten München und Innsbruck. Sein Studium wurde durch den Ersten Weltkrieg unterbrochen, an dem er sich als Kriegsfreiwilliger beteiligte. 1920 wurde er in München zum Dr. med. promoviert. Nach einer mehrjährigen Periode als Assistent in München und Tübingen habilitierte Wagner sich 1925 in Tübingen. Seit März 1929 war er außerordentlicher Professor für Physiologie in Graz, 1931 wurde er in Graz zum persönlichen Ordinarius ernannt. 1932 folgte die Berufung als ordentlicher Professor für Physiologie an die Universität Erlangen. Von 1934 bis 1938 lehrte Wagner an der Universität Breslau, wo er 1935 zunächst Prorektor wurde und  1937/38 das Amt des Rektors übernahm. 1938 trat er der NSDAP bei und wurde als Lehrstuhlinhaber an die Universität Innsbruck berufen. Im Jahr 1940 wurde er zum Mitglied der Leopoldina gewählt. Seit 1941 wirkte er an der Universität München, wo er Direktor des Instituts für Physiologie wurde.
Im November 1945 wurde Wagner von der Militärregierung aus politischen Gründen entlassen. Zum 1. April 1949 erfolgte seine Wiederernennung zum ordentlichen Professor an der Universität München. 1948 wurde er zum Ordentlichen Mitglied der Bayerischen Akademie der Wissenschaften ernannt. Von 1952 bis 1956 war er deren Präsident. Seit 1954 war er korr. Mitglied der Österreichischen Akademie der Wissenschaften. Wagner wurde 1957 Präsident der Deutschen Gesellschaft für Herz- und Kreislaufforschung,  1958 Präsident der Deutschen Physiologischen Gesellschaft und 1959 bis 1960 Vorsitzender der Gesellschaft Deutscher Naturforscher und Ärzte. 1961 wurde Wagner emeritiert.
Ab 1925 führte Wagner Untersuchungen über Regelvorgänge im Organismus durch. Außerdem forschte er über die Physiologie des Kreislaufs und Muskelkoordination.

## Schriften
- Über Regulationen im lebenden Organismus (1950)
- Probleme und Beispiele biologischer Regelung (1954)

## Auszeichnungen
- 1959: Bayerischer Verdienstorden
- 1962: Großes Silbernes Ehrenzeichen für Verdienste um die Republik Österreich
- 1963: Großes Bundesverdienstkreuz